# Mind Game
Mind Game (яп. マインド・ゲーム, «Игра разума») — манга Робина Ниси, а также полнометражный экспериментальный аниме-фильм студии Studio 4°C, созданный в 2004 году.

## Сюжет
Главным героем фильма является молодой мангака по имени Ниси. Столкнувшись в семейном ресторанчике его возлюбленной Мён с якудза, Ниси погибает от рук одного из них и попадает в загробный мир, где его ожидает встреча с Богом. Осознав, что в его силах было предотвратить собственную позорную смерть, и сумев доказать Богу волю к жизни, Ниси возвращается на землю в момент прямо перед своей смертью. Он обезоруживает боевика якудза и сам убивает его. В компании с Мён и её сестрой Ян Ниси угоняет машину якудза и скрывается с места преступления. Но машина набита наркотиками, босс якудза объявляет погоню. Во время гонки машина с Ниси, Мион и Йян вылетает с моста и оказывается проглоченной кашалотом.
В желудке у кашалота они встречают таинственного отшельника, который живёт здесь уже более 30 лет. Отшельник построил себе жилище из строительного мусора и питается дарами моря. Со временем молодые люди начинают понимать, что можно неплохо жить вдали от цивилизации, и смиряются с участью пленников гигантского млекопитающего. Однако некоторые признаки указывают на то, что кашалот стар и скоро умрёт, что означает неминуемую смерть для всех них. Героям предстоит отыскать способ вырваться на свободу.

## Создание
Фильм стал дебютным для режиссёра Масааки Юасы.
Стилистика изображения выделяется тем, что в нём используются несколько различных визуальных стилей для одной истории, что довольно редко, особенно если учитывать, что фильм не является антологией. Юаса сказал в интервью The Japan Times:
Вместо того, чтобы рассказать историю прямо и серьёзно, я решил выбрать более дикий и лоскутный подход. Думаю, что японские фанаты анимации необязательно хотят что-либо особо отполированное. Можно бросить в их сторону различные стили, и они всё равно всё ещё будут наслаждаться этим.
Дизайн персонажей выполнен так, чтобы напоминать актёров, которые играют их. Музыка к фильму создана Сэйити Ямамото и включает в себя image song, исполненную Fayray, и композицию для фортепиано в исполнении Ёко Канно.

## Критика
История о попадании внутрь кита напоминает историю Ионы.
Фильм получил множество наград: Приз имени Нобуро Офудзи на кинофестивале Майнити, четыре награды на фестивале Fantasia в Монреале и более высокую позицию на Japan Media Arts Festival в 2004 году, чем у «Ходячего замка». Такие режиссёры, как Сатоси Кон и Билл Плимптон, высказывали свою положительную оценку фильма.